# Gastornithidae
Gastornithidae è una famiglia estinta di grandi uccelli terricoli preistorici. Le varie specie di questo gruppo visse dal Paleocene all'Eocene, circa 56-45 milioni di anni fa (Thanetiano-Luteziano), in quella che oggi è l'Europa, il Nord America, l'Asia e forse anche nel circolo polare artico, sull'Isola di Ellesmere. Tutte le specie note di questa famiglia sono grandi uccelli terricoli, simili a struzzi, ma più robusti, meno adatti alla corsa e con enormi becchi. Una volta si pensava che questi uccelli fossero carnivori, ora invece sappiamo che erano principalmente erbivori.

## Distribuzione

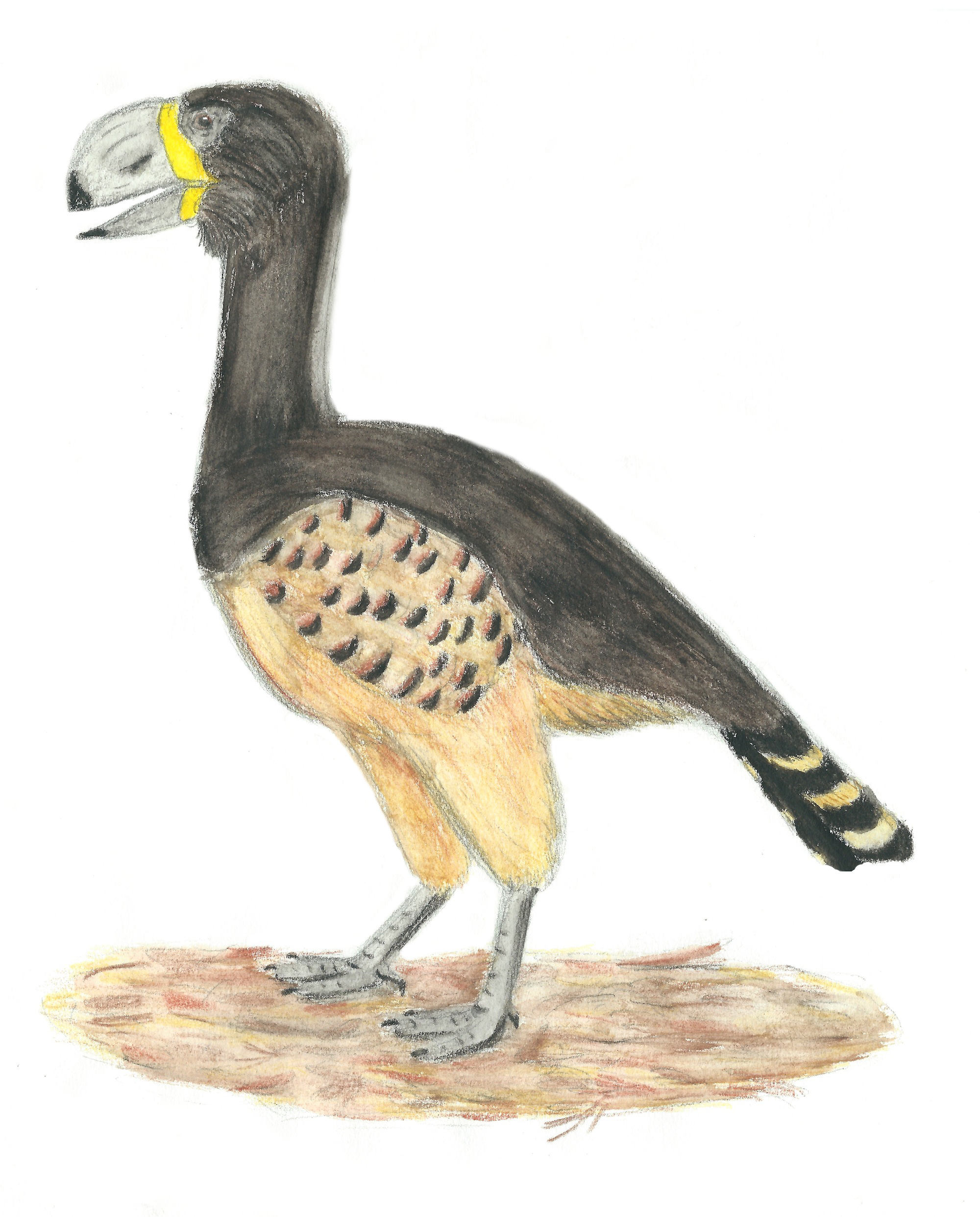
Ricostruzione grafica di G. gigantea, la specie ritrovata in Nord America

Fossili di Gastornithidae provengono da tutta l'Europa occidentale, gli Stati Uniti occidentali, la Cina centrale e forse anche nel circolo polare artico, sull'Isola di Ellesmere. I primi fossili rinvenuti vengono tutti dall'Europa e risalgono al Paleocene, ed è probabile che il genere Gastornis abbia avuto origine proprio da lì. L'Europa in quest'epoca era un'isola-continente, e questi uccelli rappresentavano i più grandi tetrapodi terrestre del loro habitat. Questo gigantismo insulare è parallelo con quello degli uccelli elefante del Madagascar, giganteschi uccelli erbivori che rappresentavano gli animali più grandi del Madagascar, a dispetto di altre megafaune altrimenti dominate dai mammiferi.
Nel 2016, la scoperta di una falange quasi del tutto identica a quella di Gastornis, o comunque di un gastornithidae, nell'Isola di Ellesmere, in Canada, e risalente a 53 milioni di anni fa, ha notevolmente ampliato l'areale di questi animali altrimenti limitato agli Stati Uniti occidentali. Il fossile di gastornithidae è stato ritrovato insieme all'omero di un presbyornithide, non distinguibile dai fossili di Presbyornis pervetus. La presenza di Presbyornis al di sopra del circolo polare artico nell'Eocene, potrebbe essere il risultato di una migrazione annuale. La presenza di un gastornithide, insieme ad alcuni mammiferi e rettili, indica che nell'Eocene il clima all'Isola di Ellesmere era molto più mite non scendendo mai sotto lo zero, e l'habitat doveva essere molto simile ad una foresta paludosa che ospitava tartarughe, alligatori, primati e altri mammiferi. Tuttavia è probabile che in inverno la zona piombasse in lunghi periodi di buio perenne, come la moderna Alaska.

## Classificazione
Il Gastornis e i suoi parenti più stretti sono classificati insieme nella famiglia dei gastornithidae, e sono stati a lungo considerati come membri dell'ordine dei Gruiformes. Tuttavia, il concetto tradizionale di Gruiformes, da allora, si è dimostrato un raggruppamento innaturale. A partire dalla fine del 1980 con la prima analisi filogenetica delle relazioni tra gastornithidi, l'idea che questi uccelli fossero parenti stretti del lignaggio degli Anseriformes, ha preso sempre più piede. Uno studio del 2007 ha dimostrato che i gastornithidi erano un gruppo dalla ramificazione molto precoce degli Anseriformi, e formarono un sister taxon con tutti gli altri membri di questa stirpe.
Riconoscendo la stretta relazione tra gastornithidi e anseriformi, alcuni ricercatori hanno classificano i gastornithidi all'interno del gruppo degli anseriformi stesso. Altri limitano il nome Anseriformi solo al gruppo corona formata da tutte le specie moderne, ed etichettando il gruppo più numeroso tra cui parenti estinti degli anseriformi, come i gastornithidi, con il nome Anserimorphae. I gastornithidi sono quindi a volte immessi nel proprio ordine, i Gastornithiformes.
Di seguito è riportata una versione semplificata del cladogramma, degli studi di Agnolin et al. (2007):
|  | Anatoidea (anatre e oche)                                                         |
|  |                                                                                   |
|  | \| \| Anseranatidae (oca gazza) \| \| \| \| \| \| Anhimidae (animidi) \| \| \| \| |
|  |                                                                                   |
|  | Anseranatidae (oca gazza)                                                         |
|  |                                                                                   |
|  | Anhimidae (animidi)                                                               |
|  |                                                                                   |

|  | Anseranatidae (oca gazza) |
|  |                           |
|  | Anhimidae (animidi)       |
|  |                           |

|  | Anatoidea (anatre e oche)                                                         |
|  |                                                                                   |
|  | \| \| Anseranatidae (oca gazza) \| \| \| \| \| \| Anhimidae (animidi) \| \| \| \| |
|  |                                                                                   |
|  | Anseranatidae (oca gazza)                                                         |
|  |                                                                                   |
|  | Anhimidae (animidi)                                                               |
|  |                                                                                   |

|  | Anseranatidae (oca gazza) |
|  |                           |
|  | Anhimidae (animidi)       |
|  |                           |

|  | Anatoidea (anatre e oche)                                                         |
|  |                                                                                   |
|  | \| \| Anseranatidae (oca gazza) \| \| \| \| \| \| Anhimidae (animidi) \| \| \| \| |
|  |                                                                                   |
|  | Anseranatidae (oca gazza)                                                         |
|  |                                                                                   |
|  | Anhimidae (animidi)                                                               |
|  |                                                                                   |

|  | Anseranatidae (oca gazza) |
|  |                           |
|  | Anhimidae (animidi)       |
|  |                           |

|  | Anatoidea (anatre e oche)                                                         |
|  |                                                                                   |
|  | \| \| Anseranatidae (oca gazza) \| \| \| \| \| \| Anhimidae (animidi) \| \| \| \| |
|  |                                                                                   |
|  | Anseranatidae (oca gazza)                                                         |
|  |                                                                                   |
|  | Anhimidae (animidi)                                                               |
|  |                                                                                   |

|  | Anseranatidae (oca gazza) |
|  |                           |
|  | Anhimidae (animidi)       |
|  |                           |

|  | Anatoidea (anatre e oche)                                                         |
|  |                                                                                   |
|  | \| \| Anseranatidae (oca gazza) \| \| \| \| \| \| Anhimidae (animidi) \| \| \| \| |
|  |                                                                                   |
|  | Anseranatidae (oca gazza)                                                         |
|  |                                                                                   |
|  | Anhimidae (animidi)                                                               |
|  |                                                                                   |

|  | Anseranatidae (oca gazza) |
|  |                           |
|  | Anhimidae (animidi)       |
|  |                           |

|  | Anatoidea (anatre e oche)                                                         |
|  |                                                                                   |
|  | \| \| Anseranatidae (oca gazza) \| \| \| \| \| \| Anhimidae (animidi) \| \| \| \| |
|  |                                                                                   |
|  | Anseranatidae (oca gazza)                                                         |
|  |                                                                                   |
|  | Anhimidae (animidi)                                                               |
|  |                                                                                   |

|  | Anseranatidae (oca gazza) |
|  |                           |
|  | Anhimidae (animidi)       |
|  |                           |

|  | Anatoidea (anatre e oche)                                                         |
|  |                                                                                   |
|  | \| \| Anseranatidae (oca gazza) \| \| \| \| \| \| Anhimidae (animidi) \| \| \| \| |
|  |                                                                                   |
|  | Anseranatidae (oca gazza)                                                         |
|  |                                                                                   |
|  | Anhimidae (animidi)                                                               |
|  |                                                                                   |

|  | Anseranatidae (oca gazza) |
|  |                           |
|  | Anhimidae (animidi)       |
|  |                           |

|  | Anatoidea (anatre e oche)                                                         |
|  |                                                                                   |
|  | \| \| Anseranatidae (oca gazza) \| \| \| \| \| \| Anhimidae (animidi) \| \| \| \| |
|  |                                                                                   |
|  | Anseranatidae (oca gazza)                                                         |
|  |                                                                                   |
|  | Anhimidae (animidi)                                                               |
|  |                                                                                   |

|  | Anseranatidae (oca gazza) |
|  |                           |
|  | Anhimidae (animidi)       |
|  |                           |